# Tondo Taddei
El Tondo Taddei és una escultura en relleu rodó de marbre, realitzada el 1504 per l'escultor Miquel Àngel i que actualment es troba a la Royal Academy of Arts de Londres. La seva mida és de 109 cm de diàmetre.
Consta el baix relleu, encàrrec de Taddeo Taddei, dels personatges de la Mare de Déu amb Jesus Nen a sobre seu i sant Joan Baptista nen, sostenint un ocell a les seves mans, símbol de la Passió de Crist. Les parts polides i completament acabades són el Nen i la part superior de la Verge. Destaca el clarobscur gràcies a l'inacabat que aconsegueix de destacar més el contrast, també s'aprecia, un gran dinamisme per la composició en línies verticals trencades per la posició de Jesús que forma una línia horitzontal.